# Myriocarpa heterospicata
Myriocarpa heterospicata är en nässelväxtart som beskrevs av Smith. Myriocarpa heterospicata ingår i släktet Myriocarpa och familjen nässelväxter. Inga underarter finns listade i Catalogue of Life.